# Famille Tscharner
La famille Tscharner est une famille originaire des Grisons dont une branche s'est installée à Berne et a rejoint le patriciat de cette ville.

## Histoire

### Branche grisonne
Les premiers membres connus de la famille sont Matthäus et Wilhelm en 1471.

## Possessions
Albert Frédéric possède le château de Kehrsatz de 1831 à 1846.

## Charges exercées par la famille

### Berne
- Beat Jakob, membre du Grand Conseil, du Petit Conseil et gouverneur de Payerne de 1726 à 1732[3].
- Abraham Ahasverus, bailli de Trachselwald[4].
- Beat Albrecht, bailli de Lausanne[5].
- David, membre du Petit Conseil. Son fils David (1563-1612) est membre du Grand Conseil dès 1591, grand sautier de 1603 à 1606 et bailli de Morges dès 1606[6].
- Emanuel, membre du Grand Conseil de Berne dès 1735, bailli de Thurgovie de 1748 à 1750 et gouverneur de Königsfelden de 1752 à 1758[7].
- Beat Emmanuel, gouverneur d'Aigle. Son fils, Albrecht Friedriech (1780-1862), est député du Grand Conseil bernois de 1814 à 1830[2].
- Bénédict de Tscharner (né en 1937), ambassadeur de Suisse en France de 1997 à 2002.